# 宮前ふとん太鼓巡行

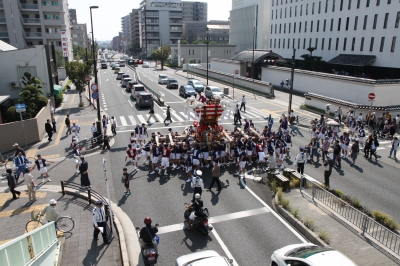
産業道路をわたる宮前ふとん太鼓

宮前ふとん太鼓巡行（みやまえふとんたいこじゅんこう）は兵庫県伊丹市宮ノ前で行われる秋の宮前まつり、猪名野神社大祭の2日目に担ぎ手数十人～百数十人がふとん太鼓を担ぎ練り歩くイベントである。

## 概要

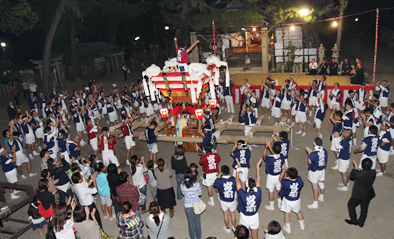
宮前ふとん太鼓の宮入

10月2週目の日曜日に猪名野神社を中心に宮ノ前地区から郷町（ごうちょう）といわれる伊丹市の中心市街地を数ｔ（重さ非公表）の太鼓台を約9時間も担ぎ続けて巡行される。本分は宮前地区の氏神社である猪名野神社へ参内し五穀豊穣、無病息災などを祈願し「宮入り」する事だが、かなりの重量である太鼓台を他地域と比べても長い距離と時間をかけて担ぎ続ける過酷さ、中心市街地を雄大なふとん太鼓が巡行する爽快感などから近年では伊丹市の名物イベントの一つとなっており、老若男女を問わずファンが多い。

## 特徴
宮前ふとん太鼓巡行の大きな特徴は開かれたイベントということである。担ぎ手に宮前地区との関係性を問わず、紹介者がおり20歳以上の男性ならば誰でも担ぐ事が可能である。これは宮前まつりが神社や行政の祭りでなく宮前地区の祭りであり自由度が高いためである。そのため近年は地方だと神輿、だんじり等の参加者が減り、運行困難になる祭りが多い中で宮前ふとん太鼓巡行は担ぎ手がここ数年増加傾向にあり、地方からの参加者も多い。

## 巡行形態
総代といわれる巡行責任者がふとん太鼓台の最上部に乗り込み指揮をとる。中心部の太鼓には乗り子といわれる化粧をした4人の男の子（稚児）が乗り、四方向から太鼓を鳴らし巡行リズムを取る。なお乗り子は祭り終了まで地面に着くことが許されていない。その太鼓台を数十人の男達が担ぎ、巡行するのが基本形態である。また安全運行のため太鼓周辺には合力、渉外組といわれる安全管理役も存在する。
停留ポイントや見せ場などについた時、掛け声と同時に太鼓台をさらに高く上げる「差し」といわれる動作を行う。さらに場合によって「差し」の後に更に差し上げる「二段差し」が行われ巡行を盛り上げる。
また巡行中、市内各箇所にて協賛店を読み上げ、商売繁盛を祈願し手打ち（手締め）式を行う。この方法は大阪締めに似た宮前独自のものである。

## 宮前ふとん太鼓

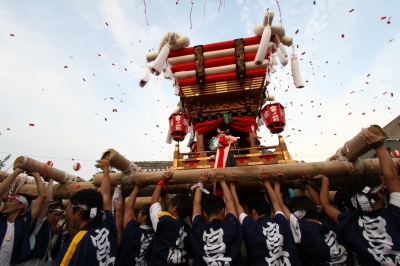
「差し」をする宮前ふとん太鼓

宮前ふとん太鼓は女形で、その最大の特徴はふとん四角にあるとんぼが下向きであることである。また現在の宮前ふとん太鼓台は弐番機であり平成17年に新調されている。先代の壱番機は残存する資料で明治初期から担がれている事がわかっているがそれ以前の資料がないためはっきりとした創生時期がわかっていない。ただ元禄時代より続いていた猪名野神社の祭り「お渡り」に際し、神輿の露払い的役割として登場したと推測される（下記参考文献より）。
ちなみに昼休憩時に担ぎ手で行われる腕相撲台はその壱番機を利用して作られたものである。
また現在の町名が「宮ノ前」であるため「宮ノ前ふとん太鼓」や「宮ノ前まつり」と間違えられる事が多いが、以前から存在する自治会「宮前」のイベントであるため間違いである。
その宮前自治会より委託され、実際に運営統括しているのは宮前ふとん太鼓若中玄武会である。若中玄武会の理事会にて巡行の役員が選出される。